# 卡尔维主教座堂
卡尔维圣若翰洗者主教座堂 (Pro-cathédrale Saint-Jean-Baptiste de Calvi)是一座罗马天主教原主教座堂，位于法国科西嘉岛卡尔维。该堂原是萨戈内（Sagona）教区的主教座堂，1801年并入天主教阿雅克肖教区。现已列为国家遗迹。